# サイボーグ魂
『サイボーグ魂』（サイボーグだましい）は、2002年10月1日から2003年3月25日まで一部TBS系列局で放送されたTBS製作のスポーツドキュメンタリー番組である。放送時間は毎週火曜 23:55 - 翌0:30 (JST) 、『Pooh!』火曜第1部の番組として放送。

## 概要
松本人志が共演者の千原ジュニアや荒木良明たちとともに、ボクシングを通じて己の肉体改造に挑む長期企画をメインに放送していた番組である。さらに番組は、放送末期に公開録画の女子総合格闘技大会を開催し、水野裕子ほか様々なアマチュア女性格闘家たちがリング上で対戦する模様を放送した。

## 出演者

### 企画参加者
- 松本人志（ダウンタウン）
- 水野裕子
- 千原ジュニア（千原兄弟）
- 荒木良明（水玉れっぷう隊）

### ナレーター
- 中田譲治

## スタッフ
- 監修：高須光聖
- 総合構成：伊藤滋之
- 構成：藤井誠、つかはら、吉村幹彦
- ブレーン：江間浩司
- アートディレクション：キクチヒサシ（ケネック・ジャパン）
- 技術：東通
- カメラ：高橋秀和
- VE：岩本真明
- 編集：板垣真也
- MA：増田仁
- 選曲：十川公男
- TK：城真弓
- 美術プロデューサー：池田全
- 美術デザイン：山口智広
- 美術制作：小美野淳一、大日方恵美
- 美術協力：アックス
- 宣伝：小山陽介
- デスク：澤野恵子
- AD：森田誠、川西全、斉藤裕介
- ディレクター：榎本陽、渡辺真二郎、前田幸一、丸山憲司
- プロデューサー補：長尾昇
- 統括：恩田巌、小掛義之
- チーフディレクター：藤沢滋彰
- プロデューサー・演出：樋口潮
- 制作：TBSスポーツ（現・TBSテレビ）
- 製作著作：TBS